# Andreína Pinto
Andreína Pinto Pérez, destacada deportista venezolana de la especialidad de natación quien fue campeona de Centroamérica y del Caribe en Mayagüez 2010 y suramericana en Medellín 2010.

## Trayectoria
La trayectoria deportiva de Andreína Pinto Pérez se identifica por su participación en los siguientes eventos nacionales e internacionales:

### Olimpiadas de Pekín 2008
Andreína Pinto comienza su trayectoria internacional a los 16 años cuando clasifica para los Juegos Olímpicos de Pekín en 2008 participando en varios eventos, y uno de los más relevantes fue el evento de aguas abiertas, cuando la venezolana apodada "la sirena de Maracay" llega de noveno lugar del mundo.

### Juegos Panamericanos
Guadalajara 2011 |200 m Libre

### Juegos Suramericanos
Fue reconocido su triunfo como deportista destacada de la selección de  Venezuela en los juegos de Medellín 2010.

#### Juegos Suramericanos de Medellín 2010
Su desempeño en la novena edición de los juegos, se identificó por ser la centésima quincuagésima segunda deportista con el mayor número de medallas entre todos los participantes del evento, con un total de 4 medallas:

- , Medalla de oro: Natación Estilo Libre 800 m Mujeres
- , Medalla de plata: Natación Estilo Libre 1500 m Mujeres
- , Medalla de plata: Natación 200 m Mariposa Mujeres
- , Medalla de bronce: Natación 4 × 200 m Relevo Libre Mujeres

### Juegos Centroamericanos y del Caribe
Fue reconocido su triunfo de ser la tercera deportista con el mayor número de medallas de la selección de  Venezuela
en los juegos de Mayagüez 2010.

#### Juegos Centroamericanos y del Caribe de Mayagüez 2010
Su desempeño en la vigésima primera edición de los juegos, se identificó por ser la novena deportista con el mayor número de medallas entre todos los participantes del evento, con un total de 6 medallas:

- , Medalla de oro: 200 m Libre
- , Medalla de oro: 400 m Libre
- , Medalla de oro: 4 × 200 m Relevo
- , Medalla de oro: 800 m Libre
- , Medalla de plata: 1500 m Libre
- , Medalla de bronce: 200 m Mariposa

### Juegos Olímpicos Londres 2012
La nadadora logró una destacada participación en la competición de los 800 m libres logrando el 8.º lugar en la competición y obteniendo un diploma olímpico, convirtiéndose en la primera latinoamericana desde 1968 en llegar a la final de dicha categoría. Vale la pena destacar que en las semifinales la nadadora logró un récord personal, venezolano y sudamericano (08:26:43).

### Juegos Olímpicos de Río de Janeiro 2016
Andreína Pinto es la sexta venezolana clasificada en los Juegos Olímpicos de Río de Janeiro 2016 y la primera en esta disciplina.
Logró el boleto a las olimpiadas en los 800 m libres con un tiempo de 8:32.94. La sirena venezolana participó en este Gran Prix en distintas pruebas, pero fue el domingo 21 de junio de 2015 que logró el registro olímpico de 8:32.94 para ubicarse en el quinto puesto de una competencia que ganó Lotte Friis (8:25.33), le siguió Sierra Schmidt (8:28.91) y completó en la tercera plaza Becca Mann (8:31.55).
Estos serían los terceros Juegos Olímpicos consecutivos en los que participara esta atleta